# Povestea jucăriilor 2
Povestea Jucăriilor 2: Descoperire Woody (în engleză Toy Story 2) este un film de animație CGI, continuarea filmului Povestea jucăriilor și totodată al treilea film produs în tandem de Disney și Pixar. La fel ca primul film, Povestea jucăriilor2 este produs de Pixar Animation Studios, regizat de John Lasseter, Lee Unkrich și Ash Brannon și lansat de Pixar Animation Studios pe 18 noiembrie 1999 în Statele Unite. Premiera românească a avut loc la 14 aprilie 2000, în varianta subtitrată, filmul fiind distribuit de Glob Com Media,fiind disponibil și pe DVD și Blu-Ray din 11 mai 2010, distribuit de Audio Visual România.

## Prezentare
Jucăriile sunt jucării cu excepția timpului în care sunt lăsate singure
Acum, jucăriile simpatice din camera lui Andy s-au reunit fiind gata să joace o a doua poveste Toy Story, continuarea primului Toy Story ce a avut un imens succes în anul 1995 în S.U.A. și 1996 în Europa. Buzz Lightyear, Woody și o distribuție alcătuită din jucării colorate s-au alăturat unui grup de personaje noi și încântătoare în această comedie plină de acțiune, suspans și surprize.
Tom Hanks, Tim Allen și toți actorii talentați care au interpretat vocile în primul film și-au reluat rolurile inițiale. Datorită tehnologiilor de ultimă oră în materie de animație computerizată, filmul de față este o adevărată capodoperă lasând impresia că toata povestea este învăluită în magie.
Toy Story 2 prezintă întâmplările prin care trec jucăriile lui Andy rămase singure acasă după ce acesta a plecat în tabără. Lucrurile iau o întorsătură neașteptată din momentul în care colecționarul de jucării Al McWhiggin îl răpește pe Woody. În apartamentul lui Al, Woody descoperă că valoarea sa este foarte mare prin intermediul show-ului de televiziune "Woody's Roundup", și întâlnește celelalte jucării de valoare din acel show: țărăncuța Jessie, cățutul Bullseye și Stinky Pete - căutatorul de aur. Revenind la locul delictului, Buzz Lightyear împreună cu celelalte jucării din camera lui Andy - domnul Cartof, Cătelul cu arc, Dinozaurul Rex și Șunculiță - alcătuiesc un plan pentru a-și salva prietenul înainte ca acesta să ajungă exponat într-un muzeu. Jucăriile intră dintr-o încurăatura într-alta în încercarea lor de a-l aduce pe Woody acasă înainte de întoarcerea lui Andy.

## Actori
- Tom Hanks este Woody
- Tim Allen este Buzz Lightyear/Utility Belt Buzz
- Joan Cusack este Jessie
- Kelsey Grammer este Stinky Pete the Prospector
- Don Rickles este Mr. Potato Head
- Jim Varney este Slinky Dog
- Wallace Shawn este Rex
- John Ratzenberger este Hamm
- Annie Potts este Bo Peep
- Estelle Harris este Mrs. Potato Head
- Wayne Knight este Al McWhiggin
- John Morris este Andy
- Laurie Metcalf este Andy's Mom
- R. Lee Ermey este Sarge
- Jodi Benson este Barbie
- Jonathan Harris este Geri the Cleaner
- Joe Ranft este Wheezy
- Andrew Stanton este Evil Emperor Zurg
- Jeff Pidgeon este Squeeze Toy Aliens